# Annapolis (U-Boot)
Die USS Annapolis (SSN-760) ist ein Atom-U-Boot der United States Navy und gehört der Los-Angeles-Klasse an. Sie wurde nach der Stadt Annapolis in Maryland benannt, wo sich die United States Naval Academy befindet.

## Geschichte
Der Auftrag über das U-Boot wurde 1986 an Electric Boat vergeben. Im Juni 1988 wurde dort der Kiel gelegt, der Bau dauerte fast drei Jahre. Nach dem Stapellauf am 18. Mai 1991 folgte die Endausrüstung an der Pier und Erprobungsfahrten, am 11. April 1992 konnte die Annapolis offiziell in Dienst gestellt werden.
Ende 1993 begann die erste Einsatzfahrt in den Nordatlantik. Ein Jahr später begann eine sechsmonatige Verlegung mit der Dwight D. Eisenhower ins Mittelmeer, die dem U-Boot die Naval Expeditionary Medal und die Meritorious Unit Commendation einbrachte. 1997/1998 fuhr die Annapolis als Teil der Kampfgruppe um die George Washington im Persischen Golf, wo sie die Operation Southern Watch unterstützte und auch BGM-109 Tomahawk auf Ziele im Irak abfeuerte.

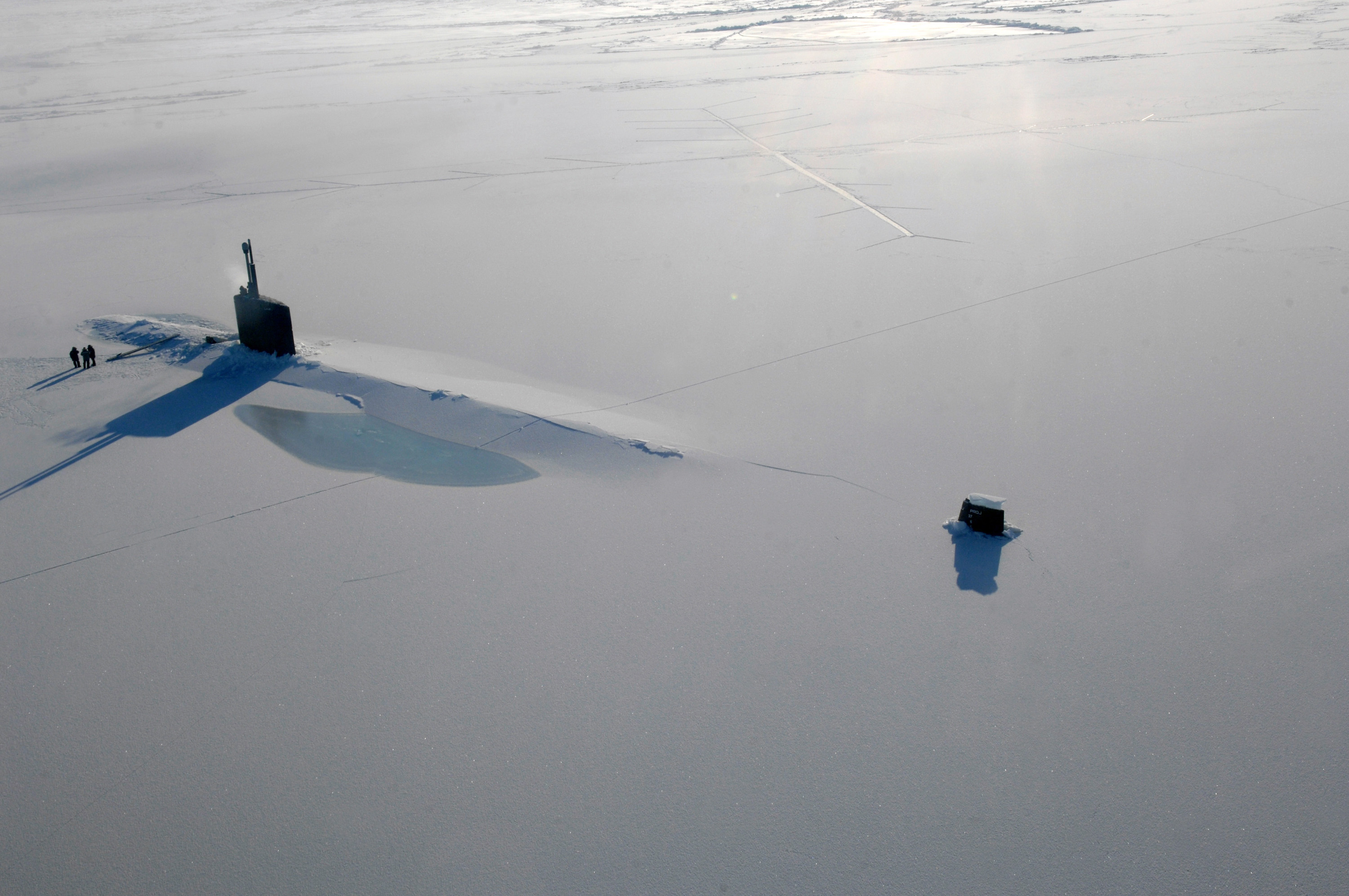
USS Annapolis beim Auftauchen durch eine 1 Meter Eisdecke während ICEX 2009

2003 dockte das U-Boot in die Portsmouth Naval Shipyard ein, um sich einer Überholung  zu unterziehen. 2005 folgte eine weitere Fahrt in den Persischen Golf, 2006 dann ins Mittelmeer, wo die Annapolis unter anderem in Kretas Hafen einlief. 2007 war das U-Boot unter anderem mit der HSV-2 Swift an der Africa Partnership Station beteiligt, einer Mission, in die zahlreiche afrikanische Marinen eingebunden werden. 2009 nahm die Annapolis an der Übung ICEX unter der arktischen Polkappe teil. Am 24. März tauchte das U-Boot durch die einen Meter dicke arktische Eisdecke hindurch auf.

## Nachrichtendienstliche Tätigkeit
Die USS Annapolis ist Teil der Submarine Development Squadron 12, in der U-Boote mit besonderen Fähigkeiten für Spezialeinheiten und nachrichtendienstliche Tätigkeiten ausgestattet und getestet werden. Sie war 2005 das erste U-Boot, das mit der RADIANT GEMSTONE-Technologie ausgestattet und damit in ein neuartiges nationales Kommunikationsnet eingebunden wurde. Es umfasst nach Medienberichten Satelliten und Drohnen und kann Daten in Echtzeit weltweit austauschen. Weitere Programme der RADIANT-Reihe kamen hinzu, in denen Überwachungs- und Kommunikationstechnik speziell für den maritimen Einsatz eingesetzt wurde.
Seit 2014 gilt die USS Annapolis als das führende Schiff der Erprobungseinheit. Ihr neues BLINDDATE-System wurde auf einer Mission durch das Mittelmeer und nicht näher beschriebene Gewässer des Nahen Ostens erprobt und das Schiff anschließend ausgezeichnet. Es wird angenommen, dass das System neue Fähigkeiten enthält, getaucht und rein passiv, Signal-Intelligence-Daten zu erfassen. Die Enthüllungen über die nachrichtendienstliche Rolle des USS Annapolis geht auf National-Security-Agency-Dokumente zurück, die von Edward Snowden veröffentlicht wurden.